# Salish Sea

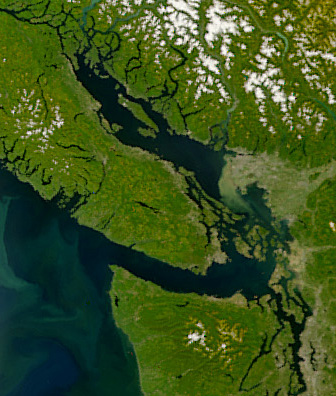
Die Strait of Georgia, die Strait of Juan de Fuca und der Puget Sound, die einen Arm des Pazifik bilden und Vancouver Island vom Festland trennen, heißen seit 2009 offiziell Salish Sea

Die Salish Sea (englisch) bzw. wegen der staatlichen kanadischen Zweisprachigkeit gleichberechtigt auch Mer des Salish (französisch) und auf deutsch auch die Salische See – das englische Adjektiv zu Salish ist allerdings Salishan – ist seit 2009 die offizielle Bezeichnung für das Meeresgebiet zwischen Vancouver Island und dem Festland der kanadischen Provinz British Columbia sowie dem US-Bundesstaat Washington. Dabei handelt es sich um die Juan-de-Fuca-Straße, die Straße von Georgia und den Puget Sound.

## Name
In den USA ist der Name schon länger in offiziellen Dokumenten und Kartenwerken gebräuchlich, in Kanada seit Ende 2009. Neben den regionalen Verbänden der Küsten-Salish, indianischen Gruppen, die in der Region leben, war der Meeresbiologe Bert Webber die treibende Kraft für die Einführung dieses übergreifenden Namens.
Im August 2009 stimmte das BC Geographical Names Office einer Empfehlung an das Geographical Names Board of Canada zu. Der Name wurde vom Washington State Board on Geographic Names Ende Oktober 2009 befürwortet. Ihm folgte das United States Board on Geographic Names am 12. November 2009.

## Natur
Im Nordwesten des amerikanischen Kontinents ziehen sich Gebirgsketten von Kalifornien bis hinauf in den Bundesstaat Washington und weiter nach Kanada. In ihrer Mitte erstreckt sich die Meeresbucht der Salischen See, ein Fjordland, in dem Schwertwale, Grizzlybären und Kolibris an Fjorden, Gletschern und in den Regenwäldern einen Lebensraum finden. Im Hafenbecken Seattles leben Stellersche Seelöwen und Pazifische Riesenkraken, im Norden des Gebiets leben Schwarzbären. Der Olympic-Nationalpark ist bekannt für seinen gemäßigten Regenwald. Am Puget Sound verbleiben Schwertwale ganzjährig in der Bucht.

## Belege
1. 1 2  Amerikas Fjorde – Unter Schwertwalen und Schwarzbären – Film von Florian Graner
2. ↑  The Sound and the Sea, Paulo Pietropaulo, The Current, CBC Radio, 2. November 2009
3. ↑  Washington state adopts “Salish Sea” name for body of water including Strait of Georgia. In: Georgia Straight, 30. Oktober 2009
4. ↑  State Board on Geographic Names approves ‘Salish Sea’. Puget Sound, Strait of Juan de Fuca and Georgia Strait names not affected (Memento vom 30. Oktober 2013 im Internet Archive), archive.org, 30. Oktober 2009.

Koordinaten: 48° 21′ N, 123° 11′ W